# Епархия Орисабы
Епа́рхия Ориса́бы (лат. Dioecesis Orizabensis) — епархия Римско-католической церкви с центром в городе Орисаба, Мексика. Епархия Орисабы входит в митрополию Халапы. Кафедральным собором епархии Орисабы является церковь святого Архангела Михаила.

## История
15 апреля 1962 года Римский папа Иоанн Павел II издал буллу Adiutorium ferre, которой учредил епархию Орисабы, выделив её из Архиепархия Халапы.

## Ординарии епархии
- епископ Hipólito Reyes Larios (2000—2007);
- епископ Marcelino Hernández Rodríguez (2008 — 11.11.2013) — назначен епископом Колимы.
  - Вакансия (с 11.11.2013 по 2.02.2015);
- епископ Francisco Eduardo Cervantes Merino (2.02.2015 — по настоящее время).

## Источник
- Annuario Pontificio, Libreria Editrice Vaticana, Città del Vaticano, 2003, ISBN 88-209-7422-3
- Булла Adiutorium ferre  (лат.)